# Ryszard Rudnicki
Ryszard Jan Rudnicki (ur. 1957 w Myszkowie) – polski matematyk zajmujący się biomatematyką, w szczególności dynamiką populacyjną, fizjologią, genetyką, a także teorią operatorów Markowa, równaniami cząstkowymi oraz fraktalami.

## Biografia akademicka
W 1980 ukończył studia matematyczne na Uniwersytecie Śląskim w Katowicach, gdzie w 1987 się także doktoryzował (w obydwu przypadkach promotorem był Andrzej Lasota). W 1993 habilitował się również na Uniwersytecie Śląskim. Od 2001 posiada tytuł profesora nauk matematycznych. Kierownik Oddziału w Katowicach Instytutu Matematycznego Polskiej Akademii Nauk oraz zastępca kierownika Centrum Zastosowań Matematyki Instytutu Matematycznego PAN. Laureat Nagrody im. Hugona Steinhausa , Tom Vincent Award (wspólnie z Krzysztofem Argasińskim).
Autor podręcznika akademickiego Wykłady z analizy matematycznej (PWN, 2001) oraz monografii Modele i metody biologii matematycznej (IMPAN, 2014).

## Osiągnięcia naukowe

### Alternatywa Foguela
Rudnicki udowodnił w teorii półgrup operatorów Markowa wersję alternatywy Foguela, która mówi, że dla częściowo całkowych półgrup operatorów Markowa (tj. półgrup mających składnik zadany jądrem całkowym) albo są one wymiatające ze zbiorów zwartych (tj. całka po dowolnym zbiorze zwartym dąży fo zera), albo mają one gęstość niezmienniczą. Wykluczenie jednej z powyższych możliwości implikuje zatem drugą, co często jest pomocne w dowodach asymptotycznej stabilności półgrup. Za wyniki związane z alternatywą Foguela Rudnicki otrzymał w 1997 nagrodę Wydziału III PAN.

### Genomika
We współpracy z J. Tiurynem oraz D. Wójtowiczem skonstruował model rodzin paralogów w genomie; model ten potwierdził tzw. pierwsze prawo genomiki. Wraz z A. Bobrowskim, T. Lipniackim i K. Pichór zajmował się modelami ekspresji genów w komórce opisując rozkłady mRNA i białek za pomocą równań przełączanych stochastycznie.